# Trechalea
Genre
Trechalea est un genre d'araignées aranéomorphes de la famille des Trechaleidae.

## Distribution
Les espèces de ce genre se rencontrent en Amérique du Sud, en Amérique centrale et dans le Sud de l'Amérique du Nord.

## Liste des espèces
Selon World Spider Catalog (version 17.0, 29/04/2016) :
- Trechalea amazonica F. O. Pickard-Cambridge, 1903
- Trechalea bucculenta (Simon, 1898)
- Trechalea connexa (O. Pickard-Cambridge, 1898)
- Trechalea extensa (O. Pickard-Cambridge, 1896)
- Trechalea gertschi Carico & Minch, 1981
- Trechalea longitarsis (C. L. Koch, 1847)
- Trechalea macconnelli Pocock, 1900
- Trechalea paucispina Caporiacco, 1947
- Trechalea tirimbina Silva & Lapinski, 2012

## Publication originale
- Thorell, 1869 : On European spiders. Part I. Review of the European genera of spiders, preceded by some observations on zoological nomenclature. Nova Acta regiae Societatis Scientiarum upsaliensis. Upsaliae, sér. 3, vol. 7, p. 1-108 (texte intégral).